# Rudolph Zaunick
Rudolph Zaunick (* 26. August 1893 in Dresden; † 13. November 1967 in Pirna) war ein deutscher Wissenschaftshistoriker.

## Leben

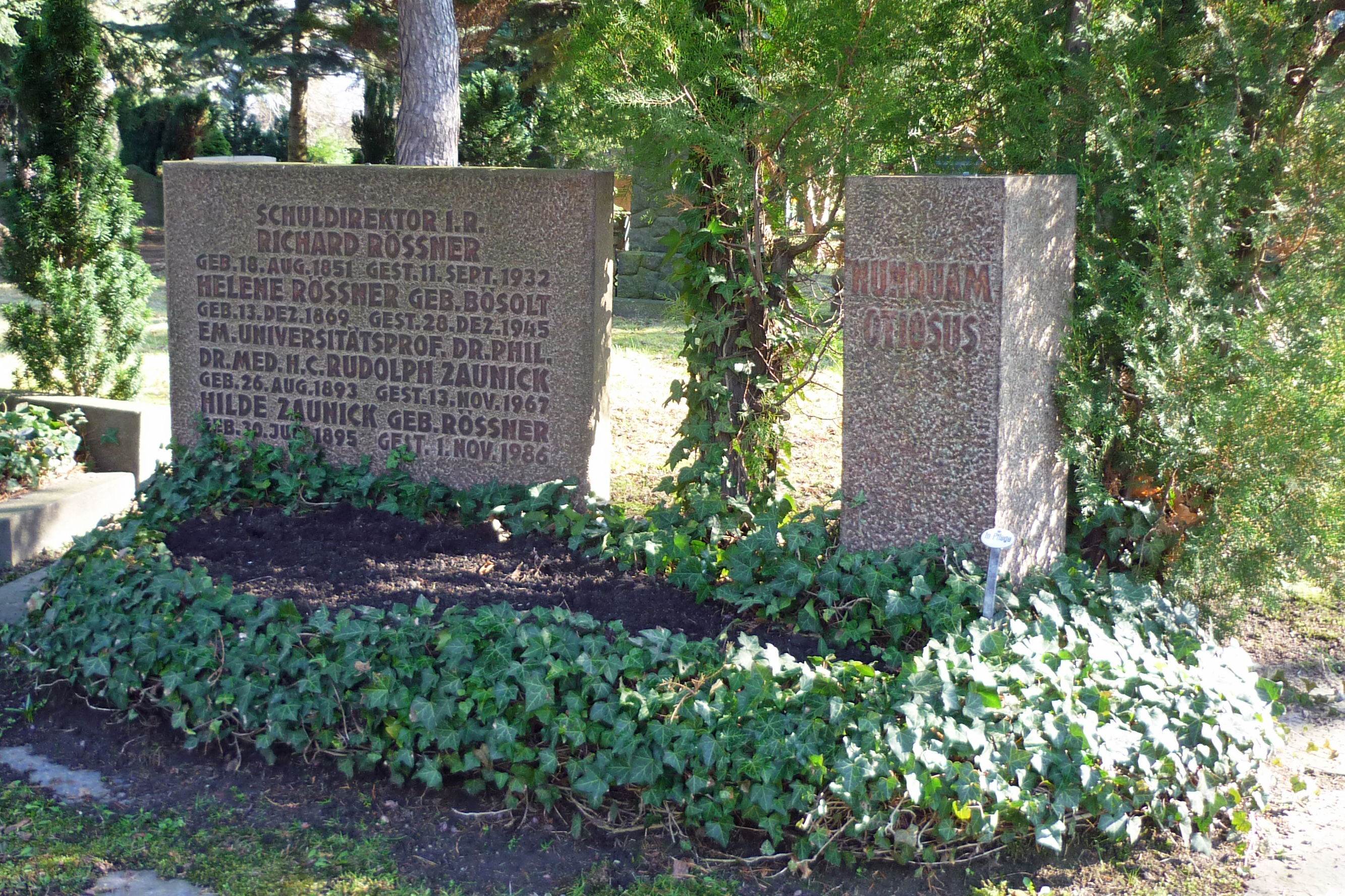
Grab von Rudolph Zaunick auf dem Trinitatisfriedhof in Dresden

Zaunick studierte Geologie, Biologie und Chemie in Dresden und Leipzig. 1918 promovierte er an der Albertus-Universität Königsberg, 1920 legte er in Leipzig das I. Staatsexamen ab. Dann arbeitete er von 1921 bis 1945 als Lehrer, unter anderem an der Dresdner Oberrealschule Johannstadt. Er habilitierte sich 1927, wurde Privatdozent an der Technischen Hochschule in Dresden und 1932 in die Deutsche Akademie der Naturforscher Leopoldina gewählt. Im November 1933 unterzeichnete er das Bekenntnis der deutschen Professoren zu Adolf Hitler. 1934 wurde Zaunick nichtbeamteter Professor in Dresden, wo er Vorlesungen über die Geschichte der Naturwissenschaften hielt. 
Ab 1952 hielt er neben seiner Lehrtätigkeit an der Martin-Luther-Universität in Halle Gastvorlesungen an der Medizinischen Akademie Dresden. Besonders verdient machte er sich um die Edition des Werkes von Carl Gustav Carus und anderen Biologen.
Zaunick war Ordentliches Mitglied der Académie internationale d’histoire des sciences zu Paris; 1963 Dr. med. h. c. der Universität Halle-Wittenberg; 1965 Mitglied der International Academy of the History of Medicine in London.

## Veröffentlichungen (Auswahl)
- Das älteste deutsche Fischbüchlein vom Jahre 1498 und dessen Bedeutung für die spätere Literatur. Berlin 1916 (= Archiv für Fischereigeschichte. Beigabe).
- Die Fischerei-Tollköder in Europa vom Altertum bis zur Neuzeit. In: Archiv für Hydrobiologie. Supplement-Band 4, (Stuttgart) 1928, S. 664 ff.
- Der sächsische Paracelsist Georg Forberger. Mit bibliographischen Beiträgen zu Paracelsus, Alexander von Suchten, Denys Zacaire, Bernardus Trevirensis, Paolo Giovio, Francesco Guicciardini und Natale Conti. Wiesbaden 1977 (= Kosmosophie. Band 4).